# Etelka
Az Etelka az Etele férfinév női párja. A név Dugonics András író alkotása az Etelka című művében.

## Képzett és rokon nevek
- Eta:[1] az Etelka becenevéből önállósult.[2]
- Etel:[1] a magyar nyelvben az Etelka beceneve, az angol nyelvben az Ethel elemet tartalmazó germán nevek rövidülése, jelentése: nemes.[2]
- Etka:[1] az Etelka becenevéből önállósult.
- Etus:[1] elsősorban az Etelka de a Marietta önállósult beceneve is.

## Gyakorisága
Az 1990-es években az Etelka ritka, az Eta és Etel szórványos név volt, a 2000-es években nem szerepelnek a 100 leggyakoribb női név között.

## Névnapok
Etelka, Eta
- január 29.[2]
- február 5.[2]
- június 11.[2]
- június 12.[2]
- október 8.[2]
- december 16.[2]

Etel
- február 24.,[2] szökőévekben február 25.

## Híres Etelkák, Etelek, Eták
- Barsiné Pataky Etelka mérnök, politikus
- Csapó Etelka, Petőfi Sándor szerelme
- Gerster Etelka opera-énekesnő
- Görgey Etelka műfordító, teológus, hebraista, református lelkész
- Hory Etelka írónő, a kalotaszegi népi hagyományok gyűjtője
- Meixner Etelka porcelántervező művész
- Olasz Etelka bábművész, színésznő, előadóművész
- Simon Mária Etelka iskolanővér, vértanú
- Szapáry Etelka gróf Andrássy Károly felesége
- Judik Etel – színésznő, Karinthy Frigyes első felesége
- Etelka volt az Osztrák-Magyar Monarchia egyetlen tankhajójának neve az 1890-es években, amely a Fiumében épített (1883) olajfinomítóba szállította a kőolajat.[5]
- Szikszay Etus, a Szomszédok című, magyar szappanopera egyik főszereplője